# Campeonato FIBA Américas de 2011
El Campeonato FIBA Américas de 2011 (también conocido como el Preolímpico de Mar del Plata) fue la 15.ª edición del campeonato de baloncesto del continente americano y se realizó en el Estadio Polideportivo Islas Malvinas, Argentina, del 30 de agosto al 11 de septiembre de 2011. Este torneo entregó dos plazas para los Juegos Olímpicos de Londres 2012 y los equipos que terminaron entre la tercera y la quinta posición tuvieron una oportunidad para jugar en el Preolímpico Mundial FIBA a jugarse en el 2012. El torneo fue ganado por Argentina, quien se impuso a Brasil 80-75 en la final, el segundo título continental de los albicelestes en su historia. 

## Equipos participantes
| Grupo A              | Grupo B     |
| -------------------- | ----------- |
| Canadá               | Puerto Rico |
| República Dominicana | Uruguay     |
| Venezuela            | Panamá      |
| Brasil               | Argentina   |
| Cuba                 | Paraguay    |

## Fase preliminar
Todos los horarios corresponden a la hora de Argentina (UTC-3).

### Grupo A
| Equipo               | PJ | G | P | PF  | PC  | Dif | Pts |
| -------------------- | -- | - | - | --- | --- | --- | --- |
| República Dominicana | 4  | 3 | 1 | 333 | 296 | +37 | 7   |
| Brasil               | 4  | 3 | 1 | 328 | 302 | +26 | 7   |
| Venezuela            | 4  | 2 | 2 | 381 | 351 | +30 | 6   |
| Canadá               | 4  | 2 | 2 | 312 | 306 | +6  | 6   |
| Cuba                 | 4  | 0 | 4 | 274 | 373 | –99 | 4   |

#### Fecha 1
| 30 de agosto, 11:30                  | República Dominicana                 | 90 - 60                              | Cuba                                        |  |
| Reporte                              |                                      |                                      |                                             |  |
| Parciales: 18-8, 20-11, 31-18, 21-23 | Parciales: 18-8, 20-11, 31-18, 21-23 | Parciales: 18-8, 20-11, 31-18, 21-23 | Polideportivo Islas Malvinas, Mar del Plata |  |
| Horford 24                           | Pts                                  | 18 Haití                             | Polideportivo Islas Malvinas, Mar del Plata |  |
| Martínez 10                          | Rebs                                 | 8 Haití                              | Polideportivo Islas Malvinas, Mar del Plata |  |
| Flores, García 3                     | Asists                               | 4 Mestre                             | Polideportivo Islas Malvinas, Mar del Plata |  |

| 30 de agosto, 14:00                   | Brasil                                | 92 - 83                               | Venezuela                                   |  |
| Reporte                               |                                       |                                       |                                             |  |
| Parciales: 25-26, 14-18, 27-25, 26-14 | Parciales: 25-26, 14-18, 27-25, 26-14 | Parciales: 25-26, 14-18, 27-25, 26-14 | Polideportivo Islas Malvinas, Mar del Plata |  |
| Splitter 17                           | Pts                                   | 26 Vásquez                            | Polideportivo Islas Malvinas, Mar del Plata |  |
| Giovannoni 6                          | Rebs                                  | 8 Graterol                            | Polideportivo Islas Malvinas, Mar del Plata |  |
| Huertas 7                             | Asists                                | 7 Vásquez                             | Polideportivo Islas Malvinas, Mar del Plata |  |

#### Fecha 2
| 31 de agosto, 11:30                   | Venezuela                             | 89 - 92                               | República Dominicana                        |  |
| Reporte                               |                                       |                                       |                                             |  |
| Parciales: 26-22, 23-19, 25-22, 15-29 | Parciales: 26-22, 23-19, 25-22, 15-29 | Parciales: 26-22, 23-19, 25-22, 15-29 | Polideportivo Islas Malvinas, Mar del Plata |  |
| Torres 19                             | Pts                                   | 19 Horford                            | Polideportivo Islas Malvinas, Mar del Plata |  |
| Vásquez 10                            | Rebs                                  | 14 Martínez                           | Polideportivo Islas Malvinas, Mar del Plata |  |
| Vásquez 9                             | Asists                                | 4 Horford                             | Polideportivo Islas Malvinas, Mar del Plata |  |

| 31 de agosto, 20:30                   | Canadá                                | 57 - 69                               | Brasil                                      |  |
| Reporte                               |                                       |                                       |                                             |  |
| Parciales: 17-12, 11-21, 18-14, 11-22 | Parciales: 17-12, 11-21, 18-14, 11-22 | Parciales: 17-12, 11-21, 18-14, 11-22 | Polideportivo Islas Malvinas, Mar del Plata |  |
| Anderson 9                            | Pts                                   | 17 Huertas                            | Polideportivo Islas Malvinas, Mar del Plata |  |
| Anthony 9                             | Rebs                                  | 10 Splitter                           | Polideportivo Islas Malvinas, Mar del Plata |  |
| Doornekamp 3                          | Asists                                | 6 Huertas                             | Polideportivo Islas Malvinas, Mar del Plata |  |

#### Fecha 3
| 1 de septiembre, 14:00                | Cuba                                  | 69 - 106                              | Venezuela                                   |  |
| Reporte                               |                                       |                                       |                                             |  |
| Parciales: 13-34, 20-23, 15-25, 21-24 | Parciales: 13-34, 20-23, 15-25, 21-24 | Parciales: 13-34, 20-23, 15-25, 21-24 | Polideportivo Islas Malvinas, Mar del Plata |  |
| Mestre 26                             | Pts                                   | 21 Vásquez                            | Polideportivo Islas Malvinas, Mar del Plata |  |
| Haití 8                               | Rebs                                  | 8 Graterol                            | Polideportivo Islas Malvinas, Mar del Plata |  |
| Pineiro 3                             | Asists                                | 4 Cubillán                            | Polideportivo Islas Malvinas, Mar del Plata |  |

| 1 de septiembre, 18:00                | República Dominicana                  | 72 - 73                               | Canadá                                      |  |
| Reporte                               |                                       |                                       |                                             |  |
| Parciales: 16-19, 14-11, 14-21, 28-22 | Parciales: 16-19, 14-11, 14-21, 28-22 | Parciales: 16-19, 14-11, 14-21, 28-22 | Polideportivo Islas Malvinas, Mar del Plata |  |
| Martínez 21                           | Pts                                   | 15 Rautins                            | Polideportivo Islas Malvinas, Mar del Plata |  |
| Martínez 16                           | Rebs                                  | 10 Anthony                            | Polideportivo Islas Malvinas, Mar del Plata |  |
| Horford 3                             | Asists                                | 4 Joseph                              | Polideportivo Islas Malvinas, Mar del Plata |  |

#### Fecha 4
| 2 de septiembre, 11:30               | Canadá                               | 84 - 62                              | Cuba                                        |  |
| Reporte                              |                                      |                                      |                                             |  |
| Parciales: 22-7, 16-13, 16-20, 30-22 | Parciales: 22-7, 16-13, 16-20, 30-22 | Parciales: 22-7, 16-13, 16-20, 30-22 | Polideportivo Islas Malvinas, Mar del Plata |  |
| Shepherd 13                          | Pts                                  | 14 Polas                             | Polideportivo Islas Malvinas, Mar del Plata |  |
| Rautins, Anthony 5                   | Rebs                                 | 7 Haití                              | Polideportivo Islas Malvinas, Mar del Plata |  |
| Rautins, Doornekamp 3                | Asists                               | 3 Mestre                             | Polideportivo Islas Malvinas, Mar del Plata |  |

| 2 de septiembre, 18:00                | Brasil                                | 74 - 79                               | República Dominicana                        |  |
| Reporte                               |                                       |                                       |                                             |  |
| Parciales: 18-17, 21-26, 21-18, 14-18 | Parciales: 18-17, 21-26, 21-18, 14-18 | Parciales: 18-17, 21-26, 21-18, 14-18 | Polideportivo Islas Malvinas, Mar del Plata |  |
| Vinicius 18                           | Pts                                   | 22 Horford                            | Polideportivo Islas Malvinas, Mar del Plata |  |
| Splitter 10                           | Rebs                                  | 10 Martínez                           | Polideportivo Islas Malvinas, Mar del Plata |  |
| Huertas 5                             | Asists                                | 5 Flores                              | Polideportivo Islas Malvinas, Mar del Plata |  |

#### Fecha 5
| 3 de septiembre, 11:30                           | Venezuela                                        | 103 - 98                                         | Canadá                                      |  |
| Reporte                                          |                                                  |                                                  |                                             |  |
| Parciales: 23-21, 17-17, 22-25, 22-21; TE: 19-14 | Parciales: 23-21, 17-17, 22-25, 22-21; TE: 19-14 | Parciales: 23-21, 17-17, 22-25, 22-21; TE: 19-14 | Polideportivo Islas Malvinas, Mar del Plata |  |
| Vásquez 29                                       | Pts                                              | 28 Anderson                                      | Polideportivo Islas Malvinas, Mar del Plata |  |
| Echenique 10                                     | Rebs                                             | 9 Anthony                                        | Polideportivo Islas Malvinas, Mar del Plata |  |
| Cubillán 10                                      | Asists                                           | 3 Anderson                                       | Polideportivo Islas Malvinas, Mar del Plata |  |

| 3 de septiembre, 18:00                | Cuba                                  | 83 - 93                               | Brasil                                      |  |
| Reporte                               |                                       |                                       |                                             |  |
| Parciales: 20-26, 17-26, 14-21, 32-20 | Parciales: 20-26, 17-26, 14-21, 32-20 | Parciales: 20-26, 17-26, 14-21, 32-20 | Polideportivo Islas Malvinas, Mar del Plata |  |
| Haití 27                              | Pts                                   | 19 Benite                             | Polideportivo Islas Malvinas, Mar del Plata |  |
| Haití 11                              | Rebs                                  | 9 Hettsheimeir, Giovannoni            | Polideportivo Islas Malvinas, Mar del Plata |  |
| Haití 4                               | Asists                                | 6 Huertas                             | Polideportivo Islas Malvinas, Mar del Plata |  |

### Grupo B
| Equipo      | PJ | G | P | PF  | PC  | Dif | Pts |
| ----------- | -- | - | - | --- | --- | --- | --- |
| Argentina   | 4  | 4 | 0 | 341 | 248 | +93 | 8   |
| Puerto Rico | 4  | 3 | 1 | 348 | 266 | +82 | 7   |
| Uruguay     | 4  | 2 | 2 | 271 | 287 | –16 | 6   |
| Panamá      | 4  | 1 | 3 | 287 | 352 | –65 | 5   |
| Paraguay    | 4  | 0 | 4 | 259 | 353 | –94 | 4   |

#### Fecha 1
| 30 de agosto, 18:00                  | Paraguay                             | 52 - 84                              | Argentina                                   |  |
| Reporte                              |                                      |                                      |                                             |  |
| Parciales: 8-27, 15-18, 17-24, 12-15 | Parciales: 8-27, 15-18, 17-24, 12-15 | Parciales: 8-27, 15-18, 17-24, 12-15 | Polideportivo Islas Malvinas, Mar del Plata |  |
| Araujo 18                            | Pts                                  | 19 Quinteros                         | Polideportivo Islas Malvinas, Mar del Plata |  |
| Fabio 9                              | Rebs                                 | 8 Gutiérrez                          | Polideportivo Islas Malvinas, Mar del Plata |  |
| Martínez, Zanotti 3                  | Asists                               | 4 Prigioni                           | Polideportivo Islas Malvinas, Mar del Plata |  |

| 30 de agosto, 20:30                  | Panamá                               | 66 - 99                              | Puerto Rico                                 |  |
| Reporte                              |                                      |                                      |                                             |  |
| Parciales: 8-18, 20-23, 18-25, 20-33 | Parciales: 8-18, 20-23, 18-25, 20-33 | Parciales: 8-18, 20-23, 18-25, 20-33 | Polideportivo Islas Malvinas, Mar del Plata |  |
| Lloreda, Garcés 18                   | Pts                                  | 19 Carmona                           | Polideportivo Islas Malvinas, Mar del Plata |  |
| Garcés 10                            | Rebs                                 | 8 Álamo                              | Polideportivo Islas Malvinas, Mar del Plata |  |
| Pinnock, Forbes 2                    | Asists                               | 7 Arroyo                             | Polideportivo Islas Malvinas, Mar del Plata |  |

#### Fecha 2
| 31 de agosto, 14:00                   | Puerto Rico                           | 101 - 55                              | Paraguay                                    |  |
| Reporte                               |                                       |                                       |                                             |  |
| Parciales: 15-10, 30-20, 30-12, 26-13 | Parciales: 15-10, 30-20, 30-12, 26-13 | Parciales: 15-10, 30-20, 30-12, 26-13 | Polideportivo Islas Malvinas, Mar del Plata |  |
| Carmona 19                            | Pts                                   | 18 Araujo                             | Polideportivo Islas Malvinas, Mar del Plata |  |
| Barea 8                               | Rebs                                  | 11 Fabio                              | Polideportivo Islas Malvinas, Mar del Plata |  |
| Barea 6                               | Asists                                | 2 Fabio                               | Polideportivo Islas Malvinas, Mar del Plata |  |

| 31 de agosto, 18:00                  | Argentina                            | 86 - 51                              | Uruguay                                     |  |
| Reporte                              |                                      |                                      |                                             |  |
| Parciales: 25-7, 28-12, 21-11, 12-21 | Parciales: 25-7, 28-12, 21-11, 12-21 | Parciales: 25-7, 28-12, 21-11, 12-21 | Polideportivo Islas Malvinas, Mar del Plata |  |
| Scola 18                             | Pts                                  | 11 Fitipaldo                         | Polideportivo Islas Malvinas, Mar del Plata |  |
| Nocioni 10                           | Rebs                                 | 10 Batista                           | Polideportivo Islas Malvinas, Mar del Plata |  |
| Sánchez 5                            | Asists                               | 2 Vázquez                            | Polideportivo Islas Malvinas, Mar del Plata |  |

#### Fecha 3
| 1 de septiembre, 11:30                | Paraguay                              | 86 - 89                               | Panamá                                      |  |
| Reporte                               |                                       |                                       |                                             |  |
| Parciales: 19-23, 25-17, 11-30, 31-19 | Parciales: 19-23, 25-17, 11-30, 31-19 | Parciales: 19-23, 25-17, 11-30, 31-19 | Polideportivo Islas Malvinas, Mar del Plata |  |
| Martínez 36                           | Pts                                   | 29 Lloreda                            | Polideportivo Islas Malvinas, Mar del Plata |  |
| Araujo 8                              | Rebs                                  | 10 Lloreda, Garcés                    | Polideportivo Islas Malvinas, Mar del Plata |  |
| Pérez, Martínez 5                     | Asists                                | 4 Pinnock                             | Polideportivo Islas Malvinas, Mar del Plata |  |

| 1 de septiembre, 20:30                | Uruguay                               | 64 - 74                               | Puerto Rico                                 |  |
| Reporte                               |                                       |                                       |                                             |  |
| Parciales: 12-15, 17-21, 18-16, 17-22 | Parciales: 12-15, 17-21, 18-16, 17-22 | Parciales: 12-15, 17-21, 18-16, 17-22 | Polideportivo Islas Malvinas, Mar del Plata |  |
| Aguiar, Batista 16                    | Pts                                   | 19 Arroyo                             | Polideportivo Islas Malvinas, Mar del Plata |  |
| Batista 12                            | Rebs                                  | 11 Santiago                           | Polideportivo Islas Malvinas, Mar del Plata |  |
| García Morales 4                      | Asists                                | 3 Arroyo, Barea                       | Polideportivo Islas Malvinas, Mar del Plata |  |

#### Fecha 4
| 2 de septiembre, 14:00                | Panamá                                | 61 - 77                               | Uruguay                                     |  |
| Reporte                               |                                       |                                       |                                             |  |
| Parciales: 13-14, 16-16, 14-23, 18-24 | Parciales: 13-14, 16-16, 14-23, 18-24 | Parciales: 13-14, 16-16, 14-23, 18-24 | Polideportivo Islas Malvinas, Mar del Plata |  |
| Forbes 19                             | Pts                                   | 24 Batista                            | Polideportivo Islas Malvinas, Mar del Plata |  |
| Garcés 11                             | Rebs                                  | 10 Batista                            | Polideportivo Islas Malvinas, Mar del Plata |  |
| Pinnock 4                             | Asists                                | 5 García Morales                      | Polideportivo Islas Malvinas, Mar del Plata |  |

| 2 de septiembre, 20:30                | Puerto Rico                           | 74 - 81                               | Argentina                                   |  |
| Reporte                               |                                       |                                       |                                             |  |
| Parciales: 18-21, 18-13, 14-28, 24-19 | Parciales: 18-21, 18-13, 14-28, 24-19 | Parciales: 18-21, 18-13, 14-28, 24-19 | Polideportivo Islas Malvinas, Mar del Plata |  |
| Arroyo 24                             | Pts                                   | 23 Ginóbili                           | Polideportivo Islas Malvinas, Mar del Plata |  |
| Santiago 8                            | Rebs                                  | 7 Scola, Nocioni                      | Polideportivo Islas Malvinas, Mar del Plata |  |
| Barea 4                               | Asists                                | 8 Prigioni                            | Polideportivo Islas Malvinas, Mar del Plata |  |

#### Fecha 5
| 3 de septiembre, 14:00               | Uruguay                              | 79 - 66                              | Paraguay                                    |  |
| Reporte                              |                                      |                                      |                                             |  |
| Parciales: 21-20, 20-18, 21-9, 17-19 | Parciales: 21-20, 20-18, 21-9, 17-19 | Parciales: 21-20, 20-18, 21-9, 17-19 | Polideportivo Islas Malvinas, Mar del Plata |  |
| García Morales 19                    | Pts                                  | 18 Martínez                          | Polideportivo Islas Malvinas, Mar del Plata |  |
| Batista 16                           | Rebs                                 | 14 Fabio                             | Polideportivo Islas Malvinas, Mar del Plata |  |
| Barrera 4                            | Asists                               | 3 Martínez, Pérez                    | Polideportivo Islas Malvinas, Mar del Plata |  |

| 3 de septiembre, 20:30                | Argentina                             | 90 - 71                               | Panamá                                      |  |
| Reporte                               |                                       |                                       |                                             |  |
| Parciales: 21-20, 17-19, 26-12, 26-20 | Parciales: 21-20, 17-19, 26-12, 26-20 | Parciales: 21-20, 17-19, 26-12, 26-20 | Polideportivo Islas Malvinas, Mar del Plata |  |
| Scola 19                              | Pts                                   | 20 Lloreda                            | Polideportivo Islas Malvinas, Mar del Plata |  |
| Scola 14                              | Rebs                                  | 17 Garcés                             | Polideportivo Islas Malvinas, Mar del Plata |  |
| Ginóbili 8                            | Asists                                | 2 Pinnock, Forbes                     | Polideportivo Islas Malvinas, Mar del Plata |  |

## Segunda fase
Los mejores cuatro en cada grupo pasan a la segunda fase donde, todos en un grupo, cruzan contra los equipos que formaron parte del otro grupo en la ronda preliminar. Los equipos arrastran los resultados de los partidos contra los rivales que ya hayan enfrentado en primera ronda (y hayan clasificado a la segunda ronda). La segunda ronda se jugó del 5 al 8 de septiembre. Los mejores cuatro equipos de esta segunda fase pasaron a la semifinal, a disputarse las dos plazas a los Juegos Olímpicos de Londres 2012. El quinto consiguió el pasaje al Preolímpico Mundial FIBA de 2012.
| Equipos              | PJ | G | P | PF  | PC  | Dif  | Pts |
| -------------------- | -- | - | - | --- | --- | ---- | --- |
| Brasil               | 7  | 6 | 1 | 585 | 493 | +92  | 13  |
| Argentina            | 7  | 6 | 1 | 602 | 473 | +129 | 13  |
| Puerto Rico          | 7  | 5 | 2 | 571 | 523 | +48  | 12  |
| República Dominicana | 7  | 4 | 3 | 539 | 543 | -4   | 11  |
| Venezuela            | 7  | 3 | 4 | 652 | 641 | +11  | 10  |
| Canadá               | 7  | 2 | 5 | 514 | 561 | –47  | 9   |
| Uruguay              | 7  | 1 | 6 | 482 | 560 | –78  | 8   |
| Panamá               | 7  | 1 | 6 | 496 | 647 | –151 | 8   |

### Fecha 1
| 5 de septiembre, 11:30                | República Dominicana                  | 92 - 68                               | Panamá                                      |  |
| Reporte                               |                                       |                                       |                                             |  |
| Parciales: 21-17, 23-13, 31-19, 17-19 | Parciales: 21-17, 23-13, 31-19, 17-19 | Parciales: 21-17, 23-13, 31-19, 17-19 | Polideportivo Islas Malvinas, Mar del Plata |  |
| Flores 17                             | Pts                                   | 23 Pinnock                            | Polideportivo Islas Malvinas, Mar del Plata |  |
| Martínez 14                           | Rebs                                  | 12 Garcés                             | Polideportivo Islas Malvinas, Mar del Plata |  |
| Sosa 8                                | Asists                                | 4 Pinnock                             | Polideportivo Islas Malvinas, Mar del Plata |  |

| 5 de septiembre, 14:00                | Venezuela                             | 82 - 94                               | Puerto Rico                                 |  |
| Reporte                               |                                       |                                       |                                             |  |
| Parciales: 19-18, 17-26, 21-31, 25-19 | Parciales: 19-18, 17-26, 21-31, 25-19 | Parciales: 19-18, 17-26, 21-31, 25-19 | Polideportivo Islas Malvinas, Mar del Plata |  |
| Sucre 18                              | Pts                                   | 22 Santiago                           | Polideportivo Islas Malvinas, Mar del Plata |  |
| Echenique 8                           | Rebs                                  | 8 Sánchez                             | Polideportivo Islas Malvinas, Mar del Plata |  |
| Vásquez, Cubillán 4                   | Asists                                | 6 Arroyo                              | Polideportivo Islas Malvinas, Mar del Plata |  |

| 5 de septiembre, 18:00               | Canadá                               | 53 - 79                              | Argentina                                   |  |
| Reporte                              |                                      |                                      |                                             |  |
| Parciales: 9-21, 13-16, 21-17, 10-25 | Parciales: 9-21, 13-16, 21-17, 10-25 | Parciales: 9-21, 13-16, 21-17, 10-25 | Polideportivo Islas Malvinas, Mar del Plata |  |
| Olynyk 19                            | Pts                                  | 22 Scola                             | Polideportivo Islas Malvinas, Mar del Plata |  |
| Olynyk 12                            | Rebs                                 | 7 Jasen                              | Polideportivo Islas Malvinas, Mar del Plata |  |
| Ferguson 1                           | Asists                               | 5 Ginóbili                           | Polideportivo Islas Malvinas, Mar del Plata |  |

| 5 de septiembre, 20:30                | Brasil                                | 93 - 66                               | Uruguay                                     |  |
| Reporte                               |                                       |                                       |                                             |  |
| Parciales: 25-16, 17-18, 28-12, 23-20 | Parciales: 25-16, 17-18, 28-12, 23-20 | Parciales: 25-16, 17-18, 28-12, 23-20 | Polideportivo Islas Malvinas, Mar del Plata |  |
| Benite 21                             | Pts                                   | 12 Vázquez                            | Polideportivo Islas Malvinas, Mar del Plata |  |
| Splitter 8                            | Rebs                                  | 5 Batista                             | Polideportivo Islas Malvinas, Mar del Plata |  |
| Huertas 6                             | Asists                                | 7 Barrera                             | Polideportivo Islas Malvinas, Mar del Plata |  |

### Fecha 2
| 6 de septiembre, 11:30               | Puerto Rico                          | 79 - 74                              | Canadá                                      |  |
| Reporte                              |                                      |                                      |                                             |  |
| Parciales: 22-21, 20-8, 20-18, 17-27 | Parciales: 22-21, 20-8, 20-18, 17-27 | Parciales: 22-21, 20-8, 20-18, 17-27 | Polideportivo Islas Malvinas, Mar del Plata |  |
| Arroyo 26                            | Pts                                  | 18 Rautins                           | Polideportivo Islas Malvinas, Mar del Plata |  |
| Barea, Galindo 5                     | Rebs                                 | 6 Olynyk                             | Polideportivo Islas Malvinas, Mar del Plata |  |
| Barea 6                              | Asists                               | 5 Doornekamp                         | Polideportivo Islas Malvinas, Mar del Plata |  |

| 6 de septiembre, 14:00                | Uruguay                               | 76 - 84                               | República Dominicana                        |  |
| Reporte                               |                                       |                                       |                                             |  |
| Parciales: 25-19, 17-25, 18-17, 16-23 | Parciales: 25-19, 17-25, 18-17, 16-23 | Parciales: 25-19, 17-25, 18-17, 16-23 | Polideportivo Islas Malvinas, Mar del Plata |  |
| Osimani 22                            | Pts                                   | 23 Hartford                           | Polideportivo Islas Malvinas, Mar del Plata |  |
| Batista, Newsome 7                    | Rebs                                  | 14 Hartford                           | Polideportivo Islas Malvinas, Mar del Plata |  |
| Osimani 6                             | Asists                                | 5 Hartford                            | Polideportivo Islas Malvinas, Mar del Plata |  |

| 6 de septiembre, 18:00                | Argentina                             | 111 - 93                              | Venezuela                                   |  |
| Reporte                               |                                       |                                       |                                             |  |
| Parciales: 30-20, 21-23, 28-29, 32-21 | Parciales: 30-20, 21-23, 28-29, 32-21 | Parciales: 30-20, 21-23, 28-29, 32-21 | Polideportivo Islas Malvinas, Mar del Plata |  |
| Ginóbili 26                           | Pts                                   | 21 Romero                             | Polideportivo Islas Malvinas, Mar del Plata |  |
| Nocioni 7                             | Rebs                                  | 5 Vásquez, Sucre                      | Polideportivo Islas Malvinas, Mar del Plata |  |
| Prigioni 6                            | Asists                                | 10 Vásquez                            | Polideportivo Islas Malvinas, Mar del Plata |  |

| 6 de septiembre, 20:30                | Panamá                                | 65 - 90                               | Brasil                                      |  |
| Reporte                               |                                       |                                       |                                             |  |
| Parciales: 13-20, 15-24, 18-26, 19-20 | Parciales: 13-20, 15-24, 18-26, 19-20 | Parciales: 13-20, 15-24, 18-26, 19-20 | Polideportivo Islas Malvinas, Mar del Plata |  |
| Pinnock 20                            | Pts                                   | 17 Giovannoni                         | Polideportivo Islas Malvinas, Mar del Plata |  |
| Garcés 11                             | Rebs                                  | 6 Torres                              | Polideportivo Islas Malvinas, Mar del Plata |  |
| Pinnock 1                             | Asists                                | 6 Huertas                             | Polideportivo Islas Malvinas, Mar del Plata |  |

### Fecha 3
| 7 de septiembre, 11:30                      | Canadá                                | 70 - 68                               | Uruguay                                     |  |
| Reporte                                     |                                       |                                       |                                             |  |
| Parciales: 19-17, 22-10, 15-22, 14-19       | Parciales: 19-17, 22-10, 15-22, 14-19 | Parciales: 19-17, 22-10, 15-22, 14-19 | Polideportivo Islas Malvinas, Mar del Plata |  |
| Kendall 19                                  | Pts                                   | 19 García Morales                     | Polideportivo Islas Malvinas, Mar del Plata |  |
| Kendall 11                                  | Rebs                                  | 8 Batista                             | Polideportivo Islas Malvinas, Mar del Plata |  |
| Anderson, Brown, Kendall, Joseph, English 2 | Asists                                | 3 Osimani                             | Polideportivo Islas Malvinas, Mar del Plata |  |

| 7 de septiembre, 14:00               | Venezuela                            | 110 - 74                             | Panamá                                      |  |
| Reporte                              |                                      |                                      |                                             |  |
| Parciales: 29-23, 21-9, 30-19, 30-23 | Parciales: 29-23, 21-9, 30-19, 30-23 | Parciales: 29-23, 21-9, 30-19, 30-23 | Polideportivo Islas Malvinas, Mar del Plata |  |
| Vásquez 24                           | Pts                                  | 30 Ayarza                            | Polideportivo Islas Malvinas, Mar del Plata |  |
| Sucre, Echenique 6                   | Rebs                                 | 7 Garcés                             | Polideportivo Islas Malvinas, Mar del Plata |  |
| Vásquez 8                            | Asists                               | 3 Forbes                             | Polideportivo Islas Malvinas, Mar del Plata |  |

| 7 de septiembre, 18:00               | Brasil                               | 73 - 71                              | Argentina                                   |  |
| Reporte                              |                                      |                                      |                                             |  |
| Parciales: 19-17, 8-11, 26-19, 20-24 | Parciales: 19-17, 8-11, 26-19, 20-24 | Parciales: 19-17, 8-11, 26-19, 20-24 | Polideportivo Islas Malvinas, Mar del Plata |  |
| Hettsheimeir 19                      | Pts                                  | 24 Scola                             | Polideportivo Islas Malvinas, Mar del Plata |  |
| Hettsheimeir, Giovannoni, Splitter 8 | Rebs                                 | 11 Scola                             | Polideportivo Islas Malvinas, Mar del Plata |  |
| Splitter 3                           | Asists                               | 5 Prigioni                           | Polideportivo Islas Malvinas, Mar del Plata |  |

| 7 de septiembre, 20:30               | República Dominicana                 | 62 - 79                              | Puerto Rico                                 |  |
| Reporte                              |                                      |                                      |                                             |  |
| Parciales: 15-16, 8-13, 19-24, 20-26 | Parciales: 15-16, 8-13, 19-24, 20-26 | Parciales: 15-16, 8-13, 19-24, 20-26 | Polideportivo Islas Malvinas, Mar del Plata |  |
| Horford 16                           | Pts                                  | 16 Galindo                           | Polideportivo Islas Malvinas, Mar del Plata |  |
| Horford, Martínez 9                  | Rebs                                 | 7 Narváez                            | Polideportivo Islas Malvinas, Mar del Plata |  |
| Flores 4                             | Asists                               | 7 Barea                              | Polideportivo Islas Malvinas, Mar del Plata |  |

### Fecha 4
| 8 de septiembre, 11:30                | Panamá                                | 91 - 89                               | Canadá                                      |  |
| Reporte                               |                                       |                                       |                                             |  |
| Parciales: 24-27, 25-21, 21-22, 21-19 | Parciales: 24-27, 25-21, 21-22, 21-19 | Parciales: 24-27, 25-21, 21-22, 21-19 | Polideportivo Islas Malvinas, Mar del Plata |  |
| Forbes 39                             | Pts                                   | 24 English                            | Polideportivo Islas Malvinas, Mar del Plata |  |
| Garcés 12                             | Rebs                                  | 7 Kendall                             | Polideportivo Islas Malvinas, Mar del Plata |  |
| Forbes 6                              | Asists                                | 3 Rautins                             | Polideportivo Islas Malvinas, Mar del Plata |  |

| 8 de septiembre, 14:00                | Uruguay                               | 80 - 92                               | Venezuela                                   |  |
| Reporte                               |                                       |                                       |                                             |  |
| Parciales: 23-23, 14-19, 21-25, 22-25 | Parciales: 23-23, 14-19, 21-25, 22-25 | Parciales: 23-23, 14-19, 21-25, 22-25 | Polideportivo Islas Malvinas, Mar del Plata |  |
| Batista 22                            | Pts                                   | 23 Romero                             | Polideportivo Islas Malvinas, Mar del Plata |  |
| Batista 8                             | Rebs                                  | 7 Torres                              | Polideportivo Islas Malvinas, Mar del Plata |  |
| Barrera 11                            | Asists                                | 4 Cubillán                            | Polideportivo Islas Malvinas, Mar del Plata |  |

| 8 de septiembre, 18:00               | Argentina                            | 84 - 58                              | República Dominicana                        |  |
| Reporte                              |                                      |                                      |                                             |  |
| Parciales: 17-14, 22-19, 19-16, 26-9 | Parciales: 17-14, 22-19, 19-16, 26-9 | Parciales: 17-14, 22-19, 19-16, 26-9 | Polideportivo Islas Malvinas, Mar del Plata |  |
| Scola 25                             | Pts                                  | 16 Horford                           | Polideportivo Islas Malvinas, Mar del Plata |  |
| Kammerichs 9                         | Rebs                                 | 11 Martínez                          | Polideportivo Islas Malvinas, Mar del Plata |  |
| Prigioni 6                           | Asists                               | 2 García                             | Polideportivo Islas Malvinas, Mar del Plata |  |

| 8 de septiembre, 20:30                | Puerto Rico                           | 72 - 94                               | Brasil                                      |  |
| Reporte                               |                                       |                                       |                                             |  |
| Parciales: 15-29, 15-18, 19-30, 23-17 | Parciales: 15-29, 15-18, 19-30, 23-17 | Parciales: 15-29, 15-18, 19-30, 23-17 | Polideportivo Islas Malvinas, Mar del Plata |  |
| Balkman, Álamo 15                     | Pts                                   | 18 Vinicius                           | Polideportivo Islas Malvinas, Mar del Plata |  |
| Álamo 6                               | Rebs                                  | 7 Giovannoni                          | Polideportivo Islas Malvinas, Mar del Plata |  |
| Barea, Arroyo, Rodríguez, Álamo 2     | Asists                                | 4 García                              | Polideportivo Islas Malvinas, Mar del Plata |  |

## Ronda final
|  | Semifinales          | Semifinales      |    |                      | Final            | Final |  |
|  |                      |                  |    |                      |                  |       |  |
|  |                      |                  |    |                      |                  |       |  |
|  | 10 de septiembre     |                  |    |                      |                  |       |  |
|  | Brasil               | 83               |    |                      |                  |       |  |
|  | República Dominicana | 76               |    |                      |                  |       |  |
|  |                      |                  |    |                      |                  |       |  |
|  |                      |                  |    |                      | 11 de septiembre |       |  |
|  |                      |                  |    |                      | Brasil           | 75    |  |
|  |                      | Argentina        | 80 |                      |                  |       |  |
|  |                      |                  |    |                      |                  |       |  |
|  |                      |                  |    |                      |                  |       |  |
|  |                      |                  |    |                      | Tercer lugar     |       |  |
|  | 10 de septiembre     | 10 de septiembre |    | 11 de septiembre     | 11 de septiembre |       |  |
|  | Argentina            | 81               |    | República Dominicana | 103              |       |  |
|  | Puerto Rico          | 79               |    |                      | Puerto Rico      | 89    |  |

### Semifinales
| 10 de septiembre, 19:00               | Brasil                                | 83 - 76                               | República Dominicana                        |  |
| Reporte                               |                                       |                                       |                                             |  |
| Parciales: 18-17, 21-19, 23-19, 21-21 | Parciales: 18-17, 21-19, 23-19, 21-21 | Parciales: 18-17, 21-19, 23-19, 21-21 | Polideportivo Islas Malvinas, Mar del Plata |  |
| Machado 20                            | Pts                                   | 18 Horford                            | Polideportivo Islas Malvinas, Mar del Plata |  |
| Hettsheimeir 8                        | Rebs                                  | 15 Martínez                           | Polideportivo Islas Malvinas, Mar del Plata |  |
| Huertas 7                             | Asists                                | 1 Horford, García, Martínez, Ramón    | Polideportivo Islas Malvinas, Mar del Plata |  |

| 10 de septiembre, 21:15               | Argentina                             | 81 - 79                               | Puerto Rico                                 |  |
| Reporte                               |                                       |                                       |                                             |  |
| Parciales: 29-24, 11-20, 26-16, 15-19 | Parciales: 29-24, 11-20, 26-16, 15-19 | Parciales: 29-24, 11-20, 26-16, 15-19 | Polideportivo Islas Malvinas, Mar del Plata |  |
| Scola 27                              | Pts                                   | 20 Barea                              | Polideportivo Islas Malvinas, Mar del Plata |  |
| Delfino, Kammerichs 8                 | Rebs                                  | 12 Balkman                            | Polideportivo Islas Malvinas, Mar del Plata |  |
| Ginóbili 7                            | Asists                                | 3 Barea                               | Polideportivo Islas Malvinas, Mar del Plata |  |

### Partido por el tercer puesto
| 11 de septiembre, 19:00               | República Dominicana                  | 103 - 89                              | Puerto Rico                                 |  |
| Reporte                               |                                       |                                       |                                             |  |
| Parciales: 27-12, 26-17, 27-39, 23-21 | Parciales: 27-12, 26-17, 27-39, 23-21 | Parciales: 27-12, 26-17, 27-39, 23-21 | Polideportivo Islas Malvinas, Mar del Plata |  |
| Horford 23                            | Pts                                   | 25 Santiago                           | Polideportivo Islas Malvinas, Mar del Plata |  |
| Horford 12                            | Rebs                                  | 6 Santiago                            | Polideportivo Islas Malvinas, Mar del Plata |  |
| Horford 7                             | Asists                                | 7 Arroyo                              | Polideportivo Islas Malvinas, Mar del Plata |  |

### Final
| 11 de septiembre, 21:15              | Brasil                               | 75 - 80                              | Argentina                                   |  |
| Reporte                              |                                      |                                      |                                             |  |
| Parciales: 9-21, 18-14, 21-15, 27-30 | Parciales: 9-21, 18-14, 21-15, 27-30 | Parciales: 9-21, 18-14, 21-15, 27-30 | Polideportivo Islas Malvinas, Mar del Plata |  |
| Vinicius 17                          | Pts                                  | 32 Scola                             | Polideportivo Islas Malvinas, Mar del Plata |  |
| Giovannoni 7                         | Rebs                                 | 9 Delfino                            | Polideportivo Islas Malvinas, Mar del Plata |  |
| Splitter 3                           | Asists                               | 4 Scola                              | Polideportivo Islas Malvinas, Mar del Plata |  |

Argentina

Campeón

Segundo título

## Estadísticas

### Líderes

#### Puntos
|   | Jugador         | J  | Pts | Prom |
| - | --------------- | -- | --- | ---- |
| 1 | Luis Scola      | 10 | 214 | 21,4 |
| 2 | Greivis Vásquez | 8  | 154 | 19,3 |
| 3 | Al Horford      | 10 | 190 | 19   |
| 4 | Gary Forbes     | 8  | 133 | 16,6 |
| 5 | Rubén Garcés    | 8  | 127 | 15,9 |

#### Rebotes
|   | Jugador               | J  | Def | Ofe | Tot | Prom |
| - | --------------------- | -- | --- | --- | --- | ---- |
| 1 | Jack Michael Martínez | 10 | 80  | 41  | 121 | 12,1 |
| 2 | Rubén Garcés          | 8  | 54  | 36  | 90  | 11,3 |
| 3 | Esteban Batista       | 8  | 57  | 19  | 76  | 9,5  |
| 4 | Al Horford            | 10 | 71  | 21  | 92  | 9,2  |
| 5 | Tiago Splitter        | 10 | 54  | 12  | 66  | 6,6  |

#### Asistencias
|   | Jugador            | J  | Asis | Prom |
| - | ------------------ | -- | ---- | ---- |
| 1 | Greivis Vásquez    | 8  | 46   | 5,8  |
| 2 | Marcelinho Huertas | 10 | 50   | 5    |
| 3 | David Cubillán     | 8  | 39   | 4,9  |
| 4 | Pablo Prigioni     | 10 | 47   | 4,7  |
| 5 | José Juan Barea    | 10 | 42   | 4,2  |

## Posiciones finales
|    | Equipo               | PJ | PG | PP |
| -- | -------------------- | -- | -- | -- |
| 1  | Argentina            | 10 | 9  | 1  |
| 2  | Brasil               | 10 | 8  | 2  |
| 3  | República Dominicana | 10 | 6  | 4  |
| 4  | Puerto Rico          | 10 | 6  | 4  |
| 5  | Venezuela            | 8  | 4  | 4  |
| 6  | Canadá               | 8  | 3  | 5  |
| 7  | Uruguay              | 8  | 2  | 6  |
| 8  | Panamá               | 8  | 2  | 6  |
| 9  | Paraguay             | 4  | 0  | 4  |
| 10 | Cuba                 | 4  | 0  | 4  |

|  |                                                   |
|  | Clasificado a los Juegos Olímpicos 2012.          |
|  | Clasificado a los Juegos Olímpicos 2012.          |
|  | Clasificado al Preolímpico Mundial FIBA de 2012.  |
|  | Clasificados al Preolímpico Mundial FIBA de 2012. |